# فرنسيسكو فرنانديز (منافس ألعاب قوى)
فرنسيسكو فرنانديز (بالإسبانية: Paquillo Fernández)‏ (و. 1977  م) هو منافس ألعاب قوى إسباني، ولد في وادي آش، شارك في الألعاب الأولمبية الصيفية 2008، والألعاب الأولمبية الصيفية 2004، والألعاب الأولمبية الصيفية 2000.

## جوائز
حصل على جوائز منها:
- الميدالية الذهبية للاستحقاق الرياضي في إسبانيا ‏.

## روابط خارجية
- فرنسيسكو فرنانديز على موقع الاتحاد الدولي لألعاب القوى (الإنجليزية)
- فرنسيسكو فرنانديز على موقع اللجنة الأولمبية الدولية (الإنجليزية)
- فرنسيسكو فرنانديز على موقع أوليمبيديا (الإنجليزية)